# Protodiplatyidae
Protodiplatyidae – wymarła, mezozoiczna rodzina owadów z rzędu skorków i podrzędu Archidermaptera.
Przedstawiciele rodziny zapisie kopalnym znani są od synemuru w jurze wczesnej po apt w kredzie dolnej.
Takson ten wprowadzony został w 1925 roku przez Andrieja Martynowa. Do Archidermaptera zaklasyfikowany został w 1936 roku przez Grigorija Bej-Bienkę. Obejmuje następujące rodzaje:
- †Abrderma Xing, Shih & Ren, 2016
- †Anisodiplatys Vishnyakova, 1980
- †Archidermapteron Vishnyakova, 1980
- †Asiodiplatys Vishnyakova, 1980
- †Barbderma Xing, Shih & Ren, 2016
- †Brevicula Whalley, 1985
- †Longicerciata Zhang, 1994
- †Microdiplatys Vishnyakova, 1980
- †Perissoderma Xing, Shih & Ren, 2016
- †Protodiplatys Martynov, 1925
- †Sinoprotodiplatys Nel, Aria, Garrouste & Waller, 2012